# اسید (فیلم ۲۰۲۳)
اسید (فرانسوی: اسید‎؛ منتشر شده در فیلیپین با نام باران اسیدی) فیلمی فرانسوی زبان فانتزی درام به کارگردانی جاست فیلیپات بر اساس فیلمنامه فیلیپات و یاسین بادای محصول ۲۰۲۳ است. این فیلم محصول مشترک فرانسه و بلژیک است. این بسط فیلم کوتاه فیلیپات در سال ۲۰۱۸ با همین نام است.
این فیلم برای اولین بار در ۷۶مین جشنواره فیلم کن در ۲۱ مه ۲۰۲۳ به نمایش درآمد. و در ۲۰ سپتامبر ۲۰۲۳ در فرانسه اکران شد.

## خلاصه داستان
در طول موج گرما، ابرهای عجیب و غریب شروع به باریدن باران اسیدی می کنند که باعث ایجاد ویرانی و وحشت در سراسر فرانسه می شود.  در دنیایی که در حاشیه است، یک دختر و والدین مطلقه اش باید نیروهای خود را برای مقابله و فرار از این فاجعه آب و هوایی متحد کنند.

## بازیگران
- گیوم کانه در نقش مایکل
- لتیتیا دوش به عنوان الیز
- صبر مونشن باخ در نقش سلما
- ماری یونگ در نقش دبورا
- مارتین ورست در نقش ویلیام

## تولید

### توسعه
اسید ایو داروندو، امانوئل پریو و کلمان رنووین برای سینمای (انتخاب بوبیه) و توسط اردوان صفایی برای رسانه فیلم مسیر تولید شد.این فیلم توسط سینما فرانسه ۳، فیلم نیشکر ، گیوم کانته، رسانه یو بلژیکی، و رسانه سرمایه گذاری های منطقی محتوایی تهیه شده است.

### فیلمبرداری

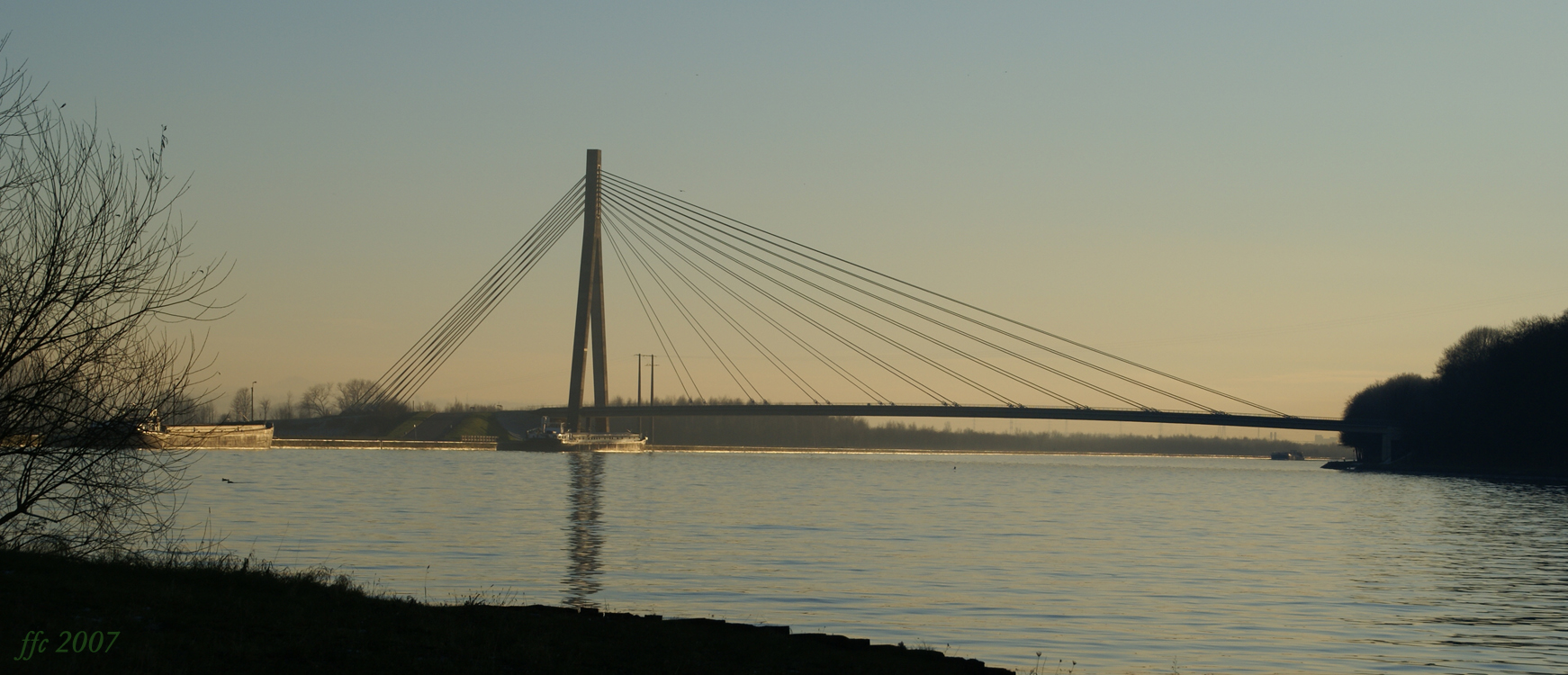
پونت دو لانیه

عکاسی اصلی در ۷ مارس ۲۰۲۲ با آغاز شد. بین ۲۴ مارس و ۷ آوریل ۲۰۲۲، فیلمبرداری در پکیوز، اسون انجام شد.فیلمبرداری نیز در بلژیک انجام شد. فیلمبرداری در (هدف) بین ۱۱ و ۲۶ آوریل ۲۰۲۲، با بسته شدن پونت دو لانیه برای تسهیل تولید انجام شد. فیلمبرداری نیز در قلعه دمین، استان نامور انجام شد., و در  ۲۷ و ۲۷ آوریل ۲۰۲۲ انجام شد. فیلمبرداری در نیمه شب ۱۰ می ۲۰۲۲ به پایان رسید.

### موسیقی
موسیقی این فیلم توسط رابین کودرت ساخته شده است.

## رهایی
این فیلم برای نمایش خارج از رقابت در بخش نمایش های نیمه شب در  هفتاد و ششمین جشنواره فیلم کن انتخاب شد،, جایی که در ۲۱ مه ۲۰۲۳ اولین نمایش جهانی خود را داشت.
این فیلم در ۲۰ سپتامبر ۲۰۲۳ توسط رسانه مسیر در فرانسه اکران شد. در فیلیپین، این فیلم توسط پایونیر فیلمز با نام «باران اسیدی» در ۱۷ ژانویه ۲۰۲۴ منتشر شد.

## پذیرایی

### پاسخ انتقادی
اسید بر اساس ۳۶ بررسی، در وب سایت فرانسوی AlloCiné میانگین امتیاز ۳.۲ از ۵ ستاره را دریافت کرد.
تیم گریرسون از صفحه بین‌المللی با مروری بر فیلم پس از اکران در کن، ترکیبی از ژانرهای فیلم را تشخیص داد: «فیلیپات جنبه‌های فیلم فاجعه‌بار و داخلی را ترکیب می‌کند.

### تمجیدها
| جایزه      | تاریخ برگزاری مراسم    | دسته بندی            | گیرنده(s)   | نتیجه    | منبع          |
| ---------- | ---------------------- | -------------------- | ----------- | -------- | ------------- |
| جوایز سزار | چهل و نهمین جوایز سزار | بهترین جلوه های بصری | توماس دووال | نامزدشده | [ ۲۳ ] [ ۲۴ ] |